# Ghiacciaio Utopia
Il ghiacciaio Utopia (in inglese Utopia Glacier) è un ghiacciaio situato sulla costa di Rymill, nella parte occidentale della Terra di Palmer, in Antartide. Il ghiacciaio, il cui punto più alto si trova 145 m s.l.m., è circondato dalla collina Mariner, dalla collina Syrtis, dalla dorsale di Natal e dalla rupe Ares.

## Storia
Il ghiacciaio Utopia è stato così battezzato in relazione alla zona del pianeta Marte chiamata Utopia Planitia, sito di atterraggio del lander della sonda spaziale statunitense Viking 2, che vi arrivò il 3 settembre 1976. Questo nome fu dato al ghiacciaio dai membri della divisione Mars Oasis, che stavano cercando tracce di vita sul ghiacciaio più o meno nella stessa maniera in cui il lander lo stava facendo su Marte.